# گرویینتسی
گرویینتسی (به صربی: Grujinci) یک منطقهٔ مسکونی در صربستان است که در بوسیلگراد واقع شده‌است. گرویینتسی ۹۳ نفر جمعیت دارد.